# TOI-849 B
TOI-849 B는 2020년에 새로이 발견된 외계 행성이며, TOI-849 라는 항성을 돌고 있다. 지구형 행성에 속하며 현재까지 발견된 암석형 행성 중에선 가장 큰 크기를 가진 행성에 속한다.

## 설명
TOI-849 B는 지구에서 730광년에 떨어진 곳에 위치하고 있으며 2020년에 새로이 발견된 외계 행성이다. TOI-849 B는 태양과 같은 G형 주계열성인 TOI-849를 모항성으로 하는 외계 행성으로 이 행성은 항성 복사에 의해 대기가 제거된 가스 행성의 노출된 핵이 그대로 드러난 것으로 보이는 크소니언 행성인 것으로 추측하고 있다. TOI-849 B는 가스 행성이 아닌 엄연한 지구와 같은 암석형 행성이지만 지구 질량의 거의 40배인 해왕성보다 질량이 큰 고밀도 행성이라고 주장되고 있다. 이 행성은 중심별과 매우 가까운 곳에서 발견되었기에 행성의 온도가 1800°로 뜨거운 슈퍼 지구형 행성이며 모항성을 향해 항상 같은면만 바라보는 조석 고정이 되어 있을 것으로 보인다. 모항성과 매우 가까이 있는 다른 외계 행성들과 비교해 볼 때 이 행성은 매우 특이해 보인다. 이것은 지구 질량의 40배이지만 반지름은 약 3배에 불과하다. 이러한 거대한 세계의 중력은 행성이 형성되는 물질의 원반에서 많은 양의 가스를 끌어들여 가스 행성이 되어야 한다. 만약 TOI-849 B가 크소니언 행성이라면 중심핵만 남기고 항성 복사에 의해 대기가 벗겨졌을 것이다. TOI-849 B와 비슷한 질량을 가진 행성은 보통 지구의 5~10배에 달하지만 TOI-849 B는 반지름이 훨씬 작아 실질적인 대기가 부족하다는 증거이다.

## 같이 보기
- 외계 행성
- 지구형 행성
- 천문학